# Mriještenje
Mriještenjem se naziva proces odlaganja i oplodnje jaja životinja kod kojih se odvija vanjska oplodnja. To su ribe, vodozemci i mnogočetinaši, ali i niz drugih životinja koje svoja jaja odlažu u vodu.

## Ribe
Kod riba ženke odlažu jaja (ova jaja nazivaju se i ikra) na vodene biljke ili na dno vode u kojoj se mriještenje odvija. Neposredno nakon odlaganja, mužjak ih osjemenjuje. Način na koji se mriještenje odvija je često vrlo različit. Česta pojava je svadbeni ples, a kod nekih vrsta dolazi i do "oblačenja" svadbenog ruha. Pored toga, neke vrste poduzimaju migracijska putovanja kako bi stigli na sasvim određena mrjestilišta. (lososi, jegulje). 
Par se različitim načinima ponašanja prvo odabire, a zatim često i uzajamno stimulira na odlaganje jaja odnosno njihovu oplodnju. Ne postoji jedinstveni obrazac ponašanja povezan s mriještenjem, bilo da mu prethodi, ili da slijedi iza njega.
Mrijest nekih vrsta su pučinska ili planktonska jaja koja lebde pojedinačno i slobodno u gornjim slojevima vode. Jaja drugih vrsta su pridnena, zbog veće specifične težine padaju na dno. 
Kod nekih vrsta dolazi do značajnih tjelesnih promjena neposredno prije mriještenja, a i ponašanje nakon tog procesa je vrlo različit. Neke vrste odlože i oplode jajašca, i više ne brinu o njigovoj sudbini. Kod nekih vrsta jedan roditelj (ponovo različito od vrste do vrste) ostaje uz mrijest i brine o njoj. Brani je od grabežljivaca, brine o čistoći mrijesti, mahanjem perajama brine o dotoku vode bogate kisikom....

## Vodozemci
Jaja vodozemaca u pravilu su okružena slojem želatinozne tvari koja bubri u dodiru s vodom, a mrijest odlažu u različitim oblicima uglavnom u vodi. Iz jajašaca izlaze larve koje se do metamorfoze razvijaju u vodi. Larve žaba nazivaju se punoglavcima.
Prave žabe (Rana) odlažu velike loptaste nakupine mrijesti. Dok se mrijest nekih vrsta uzdiže na površinu i tu tvori velike "pogače", mrijest drugih ostaje uronjena u vodu, a treće lijepe vrlo malene "loptice"  mrijesti na vodene biljke.
Mrijest krastača (Bufo) su jaja povezana u duge vrpce koje su pričvršćene za razno vodeno bilje ili drugi materijal u vodi. Kod nekih vrsta vrpce mogu biti duge više metara i sadržavati nekoliko tisuća jajašaca.
Češnjače (Pelobatidae) kao i još neke vrste prave deblje, relativno kratke vrpce s jajima koje pričvršćuju između okomitih struktura u vodi. Mukači (Bombina) pričvršćuju jajašca pojedinačno ili u malim skupinama od najviše njih tridesetak na biljke ili na dno. 
Kod primaljskih žaba (Alytes) mužjak vrpcu s jajašcima omata u obliku osmice oko svojih bedara, i nosi ih sa sobom dok jajašca sazriju i punoglavci su spremni na izlazak iz jaja. Taba živahno pliva trljajući mrijest uz dno ili biljke, i tako pomaže punoglavcima da napuste jajašce.
Ženke vodenjaka kao predstavnika repaša ljepe svoja malena, s puno manje želatinozne mase ovijena, jajašca pojedinačno u džepoliko smotane listove vodenih biljki. Za razliku od žaba, kod kojih se oplodnja odvija izvan tijela ženke, jajašca vodenjaka izlaze iz kloake već oplođena.

## Vanjske poveznice
- Video s ranim razvojem jaja žabe Rana temporaria (engleska stranica)
- Nasipanje šljunka kao supstrata za mrijest  Arhivirana inačica izvorne stranice od 27. rujna 2007. (Wayback Machine)

|  | Zajednički poslužitelj ima još gradiva o temi Mrijest |